# Udara aristius
Udara aristius is een vlinder uit de familie van de Lycaenidae. De wetenschappelijke naam van de soort is voor het eerst gepubliceerd in 1910 door Hans Fruhstorfer.

## Verspreiding
De soort komt voor in Indonesië (Sulawesi).

## Ondersoorten
- Udara aristius aristius (Fruhstorfer, 1916)
  - = Lycaenopsis aristius aristius Fruhstorfer, 1917
- Udara aristius lewari (Ribbe, 1926)
  - = Cyaniris lewari Ribbe, 1926